# Димитров, Григор
Григо́р Димитро́в Димитро́в (болг. Григор Димитров Димитров; род. 16 мая 1991 года в Хасково, Болгария) — болгарский теннисист; полуфиналист трёх турниров Большого шлема в одиночном разряде (Уимблдон-2014, Открытый чемпионат Австралии — 2017, Открытый чемпионат США — 2019); победитель Итогового турнира ATP 2017 года в одиночном разряде; победитель девяти турниров ATP в одиночном разряде; бывшая третья ракетка мира в одиночном разряде. 11 раз подряд завершал сезон в топ-30 мирового рейтинга (2013—2023). Самый успешный теннисист в истории Болгарии.
На юниорском уровне — победитель двух юниорских турниров Большого шлема в одиночном разряде (Уимблдон 2008; Открытый чемпионат США 2008); финалист одиночного турнира Orange Bowl (2007); финалист одного юниорского турнира Большого шлема в парном разряде (Открытый чемпионат США 2007); бывшая первая ракетка мира в юниорском рейтинге.

## Общая информация
Родителей Григора зовут Димитр и Мария; оба они ныне — спортивные тренеры, а его мать в юные годы профессионально играла в волейбол.
Димитров-младший в теннисе с пяти лет; любимыми покрытиями называет хард и траву.
В 16 лет переехал в Париж, чтобы продолжить свой карьерный рост.
В 2008 году встречался со словацкой теннисисткой Романой Табак, в 2009—2012 — с Симоной Стефановой.
С 2013 года до середины 2015 года встречался с российской теннисисткой Марией Шараповой.
С июля 2015 года встречался с американской певицей Николь Шерзингер, которая старше теннисиста на 13 лет. Летом 2019 года появилась информация, что пара рассталась.
Он встречается с актрисой Эйсой Гонсалес.

## Спортивная карьера

### Начало карьеры

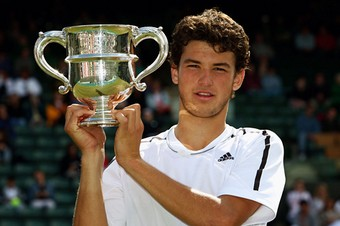
Димитров с кубком за победу на юниорском Уимблдоне, 2008 год

В 2006 году Григору удалось выиграть престижный юниорский турнир Orange Bowl во возрастной категории до 16 лет. В 2007 году на этом же турнире в возрастной категории до 17 лет дошёл до финала, где уступил литовскому теннисисту Ричардасу Беранкису. На соревнованиях парного разряда среди юношей Открытого чемпионата США 2007 года вместе с канадцем Вашеком Поспишилом сумел дойти до финала. В профессиональном туре Димитров начал выступать с 2008 года. В мае выиграл первый турнир в карьере из серии «фьючерс». Получив, специальное приглашение от организаторов, в июне этого года дебютирует на турнире ATP в Хертогенбосе. Первый свой официальный матч на таком уровне он проигрывает россиянину Игорю Андрееву 1-6 3-6. В июне того же года побеждает на юниорском Уимблдонском турнире, обыграв в финале финна Хенри Континена со счётом 7-5 6-3. Этого же успеха он достигает на следующем в году турнире серии Большого шлема Открытом чемпионате США. В решающем матче юниорского одиночного турнира он обыгрывает американца Девина Бриттона со счётом 6-4 6-3. В сентябре выигрывает два «фьючерса». По итогам сезона он занял третье место в рейтинге теннисистов-юниоров.
В феврале 2009 года получает специальное приглашение от организаторов турнира в Роттердаме, где он впервые одержал победу во встречах такого уровня. В первом раунде ему удалось переиграть Томаша Бердыха (23-я ракетка мира на тот момент) со счетом 4-6, 6-3, 6-4. Во втором раунде ему в соперники достался первый в мировом рейтинге испанец Рафаэль Надаль у которого Григор сумел выиграть один сет, но в итоге уступил в трех партиях 5-7 6-3 2-6. В июле Григор дебютирует в основной сетке Уимблдонского турнира, который стал для него первым турниром серии Большого шлема во взрослых соревнованиях. В первом круге он встречался с Игорем Куницыным и не смог продолжить борьбу в третьем сете из-за травмы, уступив 6-3 0-6 0-3. По итогам сезона он занял 288-е место.
Первый успех в 2010 году пришелся на июль, когда Григор сумел выиграть 4-й и 5-й в карьере турнир серии ITF Futures. В августе он сумел победить ещё на одном турнире данной серии и впервые выиграть турнир «челленджер» в Женеве. В сентябре завоевал сразу два титула на «челленджерах»: Первый и второй прошли в Бангкоке. По итогам сезона он вплотную подобрался к первой сотне, заняв 106-е место.

### 2011—2012

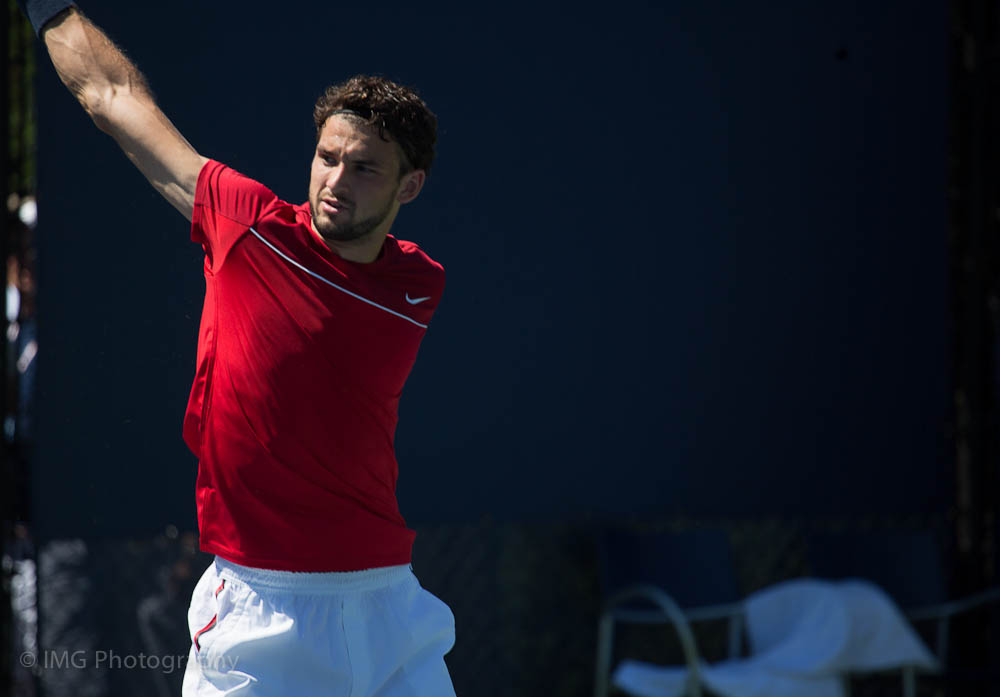
Димитров на Открытом чемпионате США 2012 года

Первым турниром в 2011 году для Димитрова стал Открытый чемпионат Австралии, где ему удалось принять участие в основной сетке, пройдя квалификационный отбор. В первом раунде он обыграл 38-ю ракетку мира Андрея Голубева из Казахстана в трёх сетах 6-1, 6-4, 6-2, а во втором он выбыл из турнира, проиграв Станисласу Вавринке 5-7, 3-6, 3-6. После турнира Григор впервые попал в первую сотню в мировом рейтинге. В марте он выиграл «челленджер» в Шербур-Октевиле, где был первым сеянным. В апреле, обыграв в первых раундах Андреаса Бека и Маркоса Багдатиса вышел в четвертьфинал грунтового турнира ATP в Мюнхене, где уступил немцу Флориану Майеру 6-7(4), 6-3, 4-6. На дебютном для себя Открытом чемпионате Франции выбыл в первом раунде, а на Уимблдонском турнире уступил во втором. На Открытом чемпионате США уже в первом раунде соперником Димитрова стал 7-й в мире на тот момент француз Гаэль Монфис, которому Димитров уступил в трёх сетах. Осенью он дважды дошёл до четвертьфинал на турнирах в Бангкоке и Стокгольме. Сезон 2011 года болгарин впервые завершает в топ-100, заняв 76-ю строчку рейтинга.
На Открытом чемпионате Австралии 2012 года дважды сыграл пятисетовые матчи. Сначала Димитров за 3 часа 17 минут обыграл француза Жереми Шарди со счётом 4-6, 6-3, 3-6, 6-4, 6-4, но затем за 3 часа 29 минут уступил 10-й ракетке мира Николасу Альмагро из Испании — 6-4, 3-6, 7-6(4), 4-6, 0-6. В марте на турнире серии Мастерс в Майами, вышел в четвёртый раунд, обыграв в том числе 7-ю ракетку мира Томаша Бердыха 6-3, 2-6, 6-4, но затем уступил 9-й ракетке мира Янко Типсаревичу 6-7(3), 2-6. В мае на Открытом чемпионате Франции, во втором раунде проиграл 20-й ракетке мира Ришару Гаске 7-5, 5-7, 2-6, 3-6. В июне на травяном турнире в Лондоне впервые дошёл до полуфинала соревнований ATP-тура, где уступил Давиду Налбандяну 4-6, 4-6. На Уимблдоне во втором сете второго раунда был вынужден отказаться от продолжения матча с Маркосом Багдатисом. В июле дважды подряд доходил до полуфиналов турниров на грунте: сначала в шведском Бостаде, где уступил 5-й ракетке мира Давиду Ферреру 3-6, 5-7, а затем в швейцарском Гштаде, где проиграл на двух тай-брейках бразильцу Томасу Беллуччи. В конце июля Димитров принял участие на летних Олимпийских играх 2012 года в Лондоне, где в результате проиграл во втором раунде Жилю Симону. На Открытом чемпионате США уступил уже в первом раунде французу Бенуа Перу. В конце сезона дошёл до четвертьфинала турнира серии ATP 500 в Базеле. Сезон Димитров закончил 48-й ракеткой мира.

### 2013—2014 (первый титул в туре, полуфинал Уимблдона и топ-10)

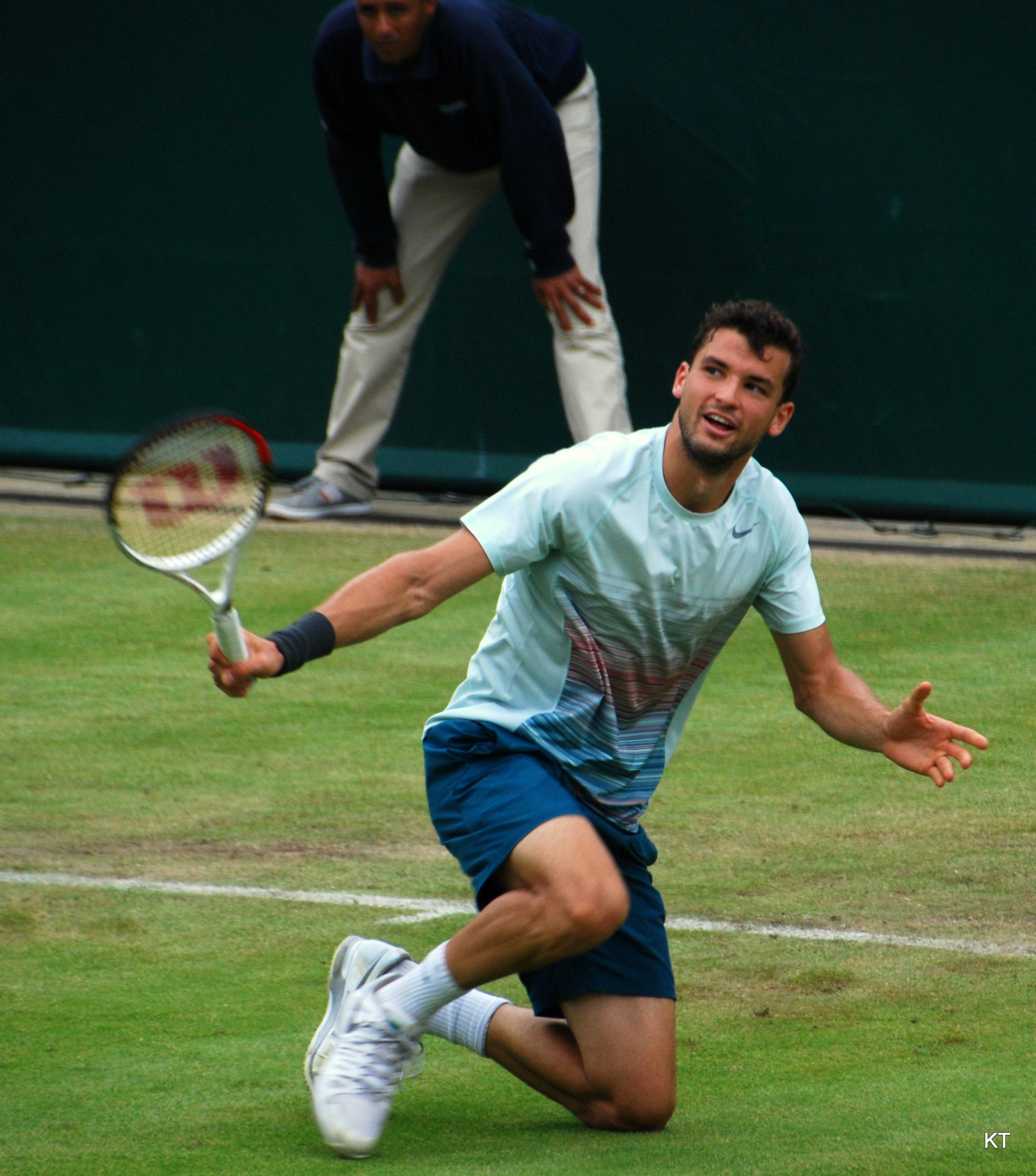
Димитров на показательном турнире в июне 2013 года

На первом же для себя в сезоне 2013 года турнире в Брисбене Димитров впервые в карьере дошёл до финала турнира ATP в одиночном разряде, став первым представителем Болгарии кому это удалось. Григор последовательно обыграл Брайана Бейкера, Милоша Раонича, Юргена Мельцера и Маркоса Багдатиса. В финале Димитров уступил в двух сетах третьей ракетке мира Энди Маррею 6-7(0), 4-6. На Открытом чемпионате Австралии болгарин выступил неудачно, не сумев оказать сопротивления в первом раунде французу Жюльену Беннето 4-6, 2-6, 4-6. В феврале на турнире в Роттердаме, проходящим в зале, дошёл до полуфинала, где проиграл седьмой ракетке мира Хуану Мартину дель Потро 4-6, 4-6. В марте на двух турнирах серии Мастерс в США на харде на стадии третьего раунда проиграл сначала Новаку Джоковичу (в Индиан-Уэлсе), а затем Энди Маррею (в Майами).
На следующем уже грунтовом Мастерсе в Монте-Карло выиграл три матча (в том числе у 10-й ракетки мира Янко Типсаревича) и дошёл четвертьфинала, где в упорной борьбе уступил 8-кратному победителю этого турнира Рафаэлю Надалю 2-6, 6-2, 4-6. Благодаря этому результату Григор впервые в карьере вошёл в топ-30 мирового рейтинга, поднявшись на 28-ю строчку. Через три недели во втором раунде Мастерса в Мадриде Димитров впервые обыграл действующую первую ракетку мира. На тот момент им был Новак Джокович, которого болгарин обыграл со счётом 7-6(6), 6-7(8), 6-3, однако в следующем матче уступил в трёх сетах Стэну Вавринке. На Открытом чемпионате Франции, будучи посеянным под 26-м номером, Григор впервые в карьере вышел в третий раунд турнира Большого шлема, где вновь встретился с первой ракеткой мира Новаком Джоковичем и уступил сна этот раз практически без борьбы — 2-6 2-6 3-6. На Уимблдонском турнире во втором раунде в упорном матче, который растянулся на два игровых дня, уступил 55-й ракетке мира Греге Жемле из Словении 6-3, 6-7(4), 6-3, 4-6, 9-11.
В июле дошёл до полуфинала грунтового турнира в шведском Бостаде. Перейдя на хардовый корт на турнире ATP 500 в Вашингтоне в начале августа дошёл до четвертьфинала, где уступил на двух тай-брейках Томми Хаасу. На Открытом чемпионате США вновь проиграл уже в первом раунде, в пяти сетах уступив 24-летнему португальцу Жуану Соузе. В октябре на турнире в Стокгольме выиграл свой первый в карьере титул ATP. В финале ему удалось переиграть третьего в мире Давида Феррера 2-6, 6-3, 6-4. Затем на турнире в Базеле ему удалось выйти в четвертьфинал. По итогу 2013 года Димитров занял 23-е место в рейтинге.
2014 год Димитров начал с турнира в Брисбене, где год назад был в финале. Но на этот раз он уступил во втором раунде хорвату Марину Чиличу. Зато на Открытом чемпионате Австралии ему удается выступить успешно. Григор (22-й номер посева) впервые в карьере смог выйти в четвертьфинал турнира серии Большого шлема. На турнире он обыграл подряд американца Брэдли Клана, Лу Яньсюня из Тайваня, 11-й сеяного на турнире канадца Милоша Раонича и испанца Роберто Баутиста Агута 6-3, 3-6, 6-2, 6-4. В четвертьфинале Димитров сумел навязать борьбу первой ракетке мира Рафаэлю Надалю, однако всё же уступил в 4 сетах — 6-3, 6-7(3), 6-7(7), 2-6. В начале марта болгарин выиграл титул на турнире в Акапулько, обыграв на своем пути двух игроков топ-20: Эрнеста Гулбиса и Энди Маррея, а также в финале южноафриканца Кевина Андерсона со счётом 7-6(1), 3-6, 7-6(5). В апреле на турнире в Бухаресте он завоевывает ещё один титул на турнирах ATP, переиграв в финале чеха Лукаша Росола 7-6(2), 6-1. На четырёх первых в сезоне турнирах серии Мастерс Димитров стабильно выбывал на стадии третьего раунда. В мае на пятом по счёту в 2014 году Мастерсе в Риме ему удалось впервые на турнирах данной серии дойти до полуфинала. Но на открытом чемпионате Франции, уже будучи 12-м рейтинге, Григор в первом раунде уступает 37-му в мире Иво Карловичу.
Перейдя в июне на траву, Димитров начал выступать ещё более успешно. На турнире в Лондоне он смог завоевать очередной титул, обыграв в полуфинале № 3 в мире Стэна Вавринку 6-2, 6-4, а в финале на тай-брейках испанца Фелисиано Лопеса 6-7(8), 7-6(1), 7-6(6). На Уимблдонском турнире, оформив выход в полуфинал, ему удается обновить лучшее достижение на турнирах серии Большого шлема. В четвертьфинале он смог разгромить британца Энди Маррея 6-1, 7-6(4), 6-2. В борьбе за выход в финал он в четырёх сетах уступил чемпиону этих соревнований Новаку Джоковичу 4-6, 6-3, 6-7(2), 6-7(7). Благодаря выступлению на Уимблдоне, Димитров впервые попал в топ-10 мирового рейтинга. Вернувшись после этого на корт в начале августа, болгарин с ходу сумел выйти в полуфинал на Мастерсе в Торонто. На Открытом чемпионате США ему впервые удается пройти дальше первого раунда, дойдя в итоге до четвёртого. В борьбе за выход в четвертьфинал он уступает французу Гаэлю Монфису 5-7, 6-7(6), 5-7. В сентябре на турнире в Пекине Григор вышел в четвертьфинал. В октябре второй год подряд он выходит в финал турнира в Стокгольме, но на это раз не смог выиграть титул, уступив чеху Томашу Бердыху в трёх сетах. Затем он вышел в четвертьфинал турнира в Базеле, где проиграл, как и год назад на этой же стадии, Роджеру Федереру. В концовке сезона Григор не смог закрепиться в топ-10, завершив успешный для себя сезон на 11-й позиции.

### 2015—2016

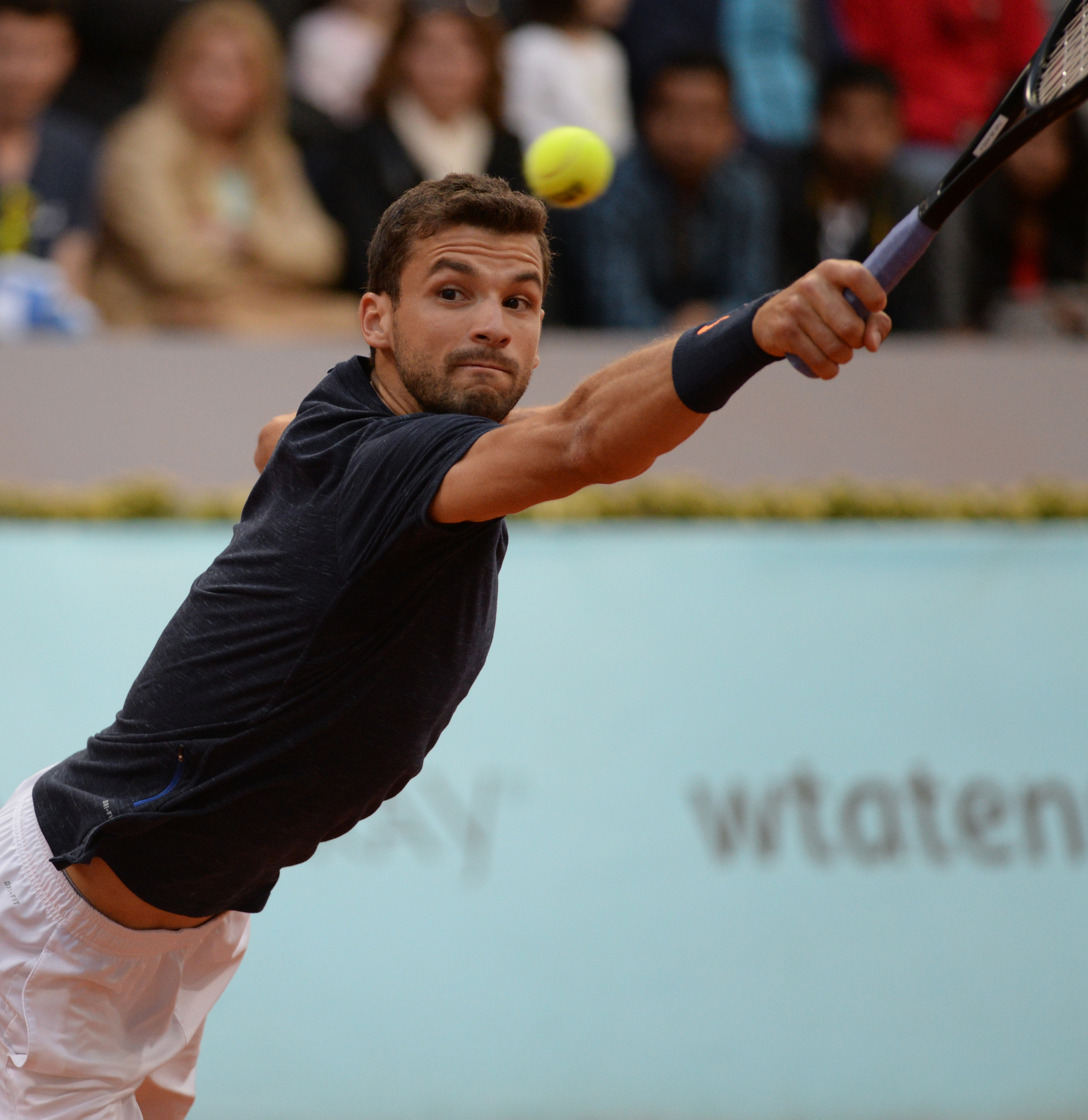
Димитров в 2015 году

Очередной сезон 2015 года Григор открыл на турнире в Брисбене, где смог выйти в полуфинал, но уступил там Роджеру Федереру. На Открытом чемпионате Австралии в четвёртом раунде жребий сводит его с Энди Марреем. Болгарин уступил британскому теннисисту 4-6, 7-6(5), 3-6, 5-7, а последний в итоге смог дойти до финала соревнований. В феврале и марте Димитров выбывал на ранних стадиях и смог дойти до четвертьфинала уже в апреле на Мастерсе в Монте-Карло. Затем на новом в мировом туре турнире в Стамбуле дошёл до полуфинала. На следующем Мастерсе в Мадриде ему удается выйти в четвертьфинал, где Димитрова обыграл Рафаэль Надаль 6-3, 6-4. На следующих в сезоне турнирах Большого шлема Григор сыграл не очень удачно — лучшим результатом стал выход в третий раунд на Уимблдоне. В осенней части сезона он отметился двумя четвертьфиналами: в Куала-Лумпуре и Стокгольме.
2016 год Димитров начал с четвертьфинала в Брисбене, а затем сумел выйти в финал турнира в Сиднее, в котором проиграл Виктору Троицки — 6-2, 1-6, 6-7(7). На Открытом чемпионате Австралии он уже в третьем раунде попал на Роджера Федерера и проиграл ему в четырёх сетах. В феврале болгарин вышел в полуфинал турнира в Делрей-Бич и четвертьфинал в Акапулько. В марте на мастерсе в Майами ему удалось выиграть вторую ракетку мира Энди Маррей в матче второго раунда (6-7(1), 6-4, 6-3). Однако в следующем раунде он сам проиграл французу Гаэлю Монфису. В мае Димитров сыграл в финале грунтового турнира в Стамбуле, в котором уступил Диего Шварцману — 7-6(5), 6-7(4), 0-6. На Ролан Гаррос он выбыл уже в первом раунде, а на Уимблдоне смог пройти только в третий.
Во второй половине сезона результаты Димитрова улучшились. В августе на мастерсе в Торонто он сумел выйти в четвертьфинал. Поездка на Олимпиаду в Рио-де-Жанейро окончилась поражением в первом раунде от Марина Чилича. На мастерсе в Цинциннати Григор смог дойти до полуфинала, обыграв по пути, в том числе, № 4 в мире Стэна Вавринку на стадии третьего раунда. В борьбе за выход в финал Димитров вновь проиграл Чиличу. На Открытом чемпионате США он доиграл до четвёртого раунда, в котором проиграл Рафаэлю Надалю. Осеннюю часть сезона он начал с полуфинала турнира в Чэнду. В четвертьфинале следующего для себя турнира в Пекине Димитров смог нанести поражение Рафаэлю Надалю со счётом 6-2, 6-4. После снятия с турнира его соперника полуфиналу Милоша Раонича, Григор автоматически попал в финал, в котором проиграл Энди Маррею — 4-6, 6-7(2). Ещё одним заметным результатом стал выход в полуфинал зального турнира в Стокгольме.

### 2017—2018 (полуфинал в Австралии, победа на Итоговом турнире и № 3 в мире)
Димитров отлично начал сезон 2017 года. На турнире в Брисбене он смог обыграть сразу трёх теннисистов из топ-10: в 1/4 финала № 8 Доминика Тима (6-3, 4-6, 6-3), в 1/2 финала № 3 Милоша Раонича (7-6(7), 6-2) и в финале Кэя Нисикори (6-2, 2-6, 6-3). Титул в Брисбене стал пятым в карьере Григора в Мировом туре. Болгарский теннисист хорошо проявил себя на Открытом чемпионате Австралии, где впервые в карьере дошёл до полуфинала. На пути к нему он отдал два сета в пяти матчах, а в борьбе за выход в финал уступил Рафаэлю Надалю в почти пятичасовом пятисетовом матче. В феврале Димитров выиграл домашний турнир в Софии, где в решающем матче переиграл Давида Гоффена — 7-5, 6-4. Бельгиец взял реванш за это поражение на следующем турнире, победив Димитрова в четвертьфинале в Роттердаме.
В грунтовой части сезона 2017 года Димитров не показал ярких результатов и на главном грунтовом турнире — Ролан Гаррос выбыл в третьем раунде. Среди достижений на траве стоит отметить выход в полуфинал на турнире в Лондоне. На Уимблдоне он прошёл в четвёртый раунд. В августе Григор одержал громкую победу в Цинциннати, завоевав первый в карьере титул из серии мастерс. В решающем поединке он выиграл у Ника Кирьоса из Австралии со счётом 6-3, 7-5. Победа позволила Димитрову отправиться на Открытый чемпионат США в качестве игрока топ-10, однако на кортах Нью-Йорка он проиграл на стадии второго раунда россиянину Андрею Рублёву. В начале октября он выходит в полуфинал в Пекине, а затем четвертьфинал мастерса в Шанхае, оба раза проигрывая Рафаэлю Надалю. На зальном турнире в Стокгольме Григор вышел в финал, в котором проиграл Хуану Мартину дель Потро — 4-6, 2-6.
По итогам выступлений в сезоне 2017 года Димитров впервые отобрался на Финал Мирового тура ATP. Дебютный итоговый турнир сложился для него великолепно и болгарский теннисист сумел его выиграть. Он стал первым представителем своей страны, добившимся такого результата. Рейтинговый очки, полученные за эту победу позволили Димитрову финишировать на итоговом третьем месте в рейтинге теннисистов. Выше него в рейтинге были только Надаль и Федерер.
| Стадия | Соперник (посев)         | Рейтинг | Счёт        | Время матча |
| Группа | Доминик Тим (4)          | 4       | 6-3 5-7 7-5 | 2 ч 21 мин  |
| Группа | Давид Гоффен (7)         | 8       | 6-0 6-2     | 1 ч 14 мин  |
| Группа | Пабло Карреньо Буста (9) | 10      | 6-1 6-1     | 1 ч         |
| 1/2    | Джек Сок (8)             | 9       | 4-6 6-0 6-3 | 1 ч 59 мин  |
| Финал  | Давид Гоффен (7)         | 8       | 7-5 4-6 6-3 | 2 ч 30 мин  |

2018 год Димитров начал с защиты титула на турнире в Брисбене, где уступил в полуфинале будущему победителю турнира Нику Кирьосу из Австралии. На Открытом чемпионате Австралии он доиграл до четвертьфинала, где неожиданно проиграл британскому теннисисту Кайлу Эдмунду и не смог повторить свой лучший результат на кортах Мельбурна. В середине февраля на турнире в Роттердаме в финальном матче Григор проиграл первому сеянному Роджеру Федереру — 2-6, 2-6. В апреле он смог выйти в полуфинал грунтового мастерса в Монте-Карло. Через неделю он сыграл в четвертьфинале турнира в Барселоне. На Открытом чемпионате Франции 2018 года болгарин, посеянный под четвёртым номером, сумел дойти только до третьего круга.
На Уимблдоне 2018 года Димитров в первом же раунде встретился с возвращающим себе былой рейтинг Стэном Вавринкой и проиграл ему в четырёх сетах. На мастерсе в Торонто он вышел в четвертьфинал. На Открытом чемпионате США жребий вновь дал в соперники Димитрову по первому раунду Стэну Вавринке, который обыграл Григора и на кортах в Нью-Йорке. По итогам сезона болгарский теннисист не смог отобраться на Итоговый турнир и многочисленные рейтинговые очки, завоеванные за победу в прошлом году улетучились. Год Димитров завершил уже на 19-м месте в рейтинге.

### 2019—2020 (полуфинал в США)
На первом в 2019 году турнире в Брисбене Димитров вышел в четвертьфинал, где в двух сетах проиграл японцу Кэю Нисикори. Открытый чемпионат Австралии Григор завершил в четвёртом круге, уступив дорогу в четвертьфинал Фрэнсису Тиафо. На Открытом чемпионате Франции во втором раунде он смог обыграть в пятисетовом поединке Марина Чилича, однако в следующем матче проиграл Стэну Вавринке на трёх тай-брейках. В июле на Уимблдонском турнире Димитров проиграл в первом раунде французу из квалификации Корантену Муте в пятисетовом поединке. На Открытом чемпионате США в четвертьфинале Григор сенсационно выбил из борьбы в упорном пятисетовом матче Роджера Федерера (3-6, 6-4, 3-6, 6-4, 6-2) и дошёл до полуфинала. В полуфинале встретился с россиянином Даниилом Медведевым, находящимся на тот момент в невероятной форме, и проиграл ему в трёх сетах. В конце сезона на турнире в Париже он дошёл до полуфинала, в котором проиграл сербу Новаку Джоковичу.
На Открытом чемпионате Австралии 2020 года Димитров вылетел с турнира уже во втором раунде. На Открытом чемпионате США Григор был посеян под 14-м номером, но уже во втором круге проиграл венгру Мартону Фучовичу в 5 сетах.

### 2021: 1/4 финала в Австралии
На Открытом чемпионате Австралии, который проходил в феврале из-за пандемии COVID-19, 4-й раз в карьере на этом турнире дошёл до 1/4 финала (всего это был шестой четвертьфинал турнира Большого шлема для Димитрова). До 1/4 финала Димитров не проиграл ни сета, а в 4-м круге обыграл третьего сеянного Доминика Тима со счётом 6-4, 6-4, 6-0. В 1/4 финала Димитров, будучи фаворитом, проиграл Аслану Карацеву со счётом 6-2, 4-6, 1-6, 2-6. После матча Димитров сказал, что испытывал проблемы со спиной как до, так и во время игры.
После Открытого чемпионата Австралии Димитров не играл месяц, а вернувшись на корты, показывал нестабильную игру. На Открытом чемпионате Франции в первом круге выиграл два первых сета у Маркоса Гирона, но затем проиграл третий сет 5-7, а в четвёртом снялся при счёте 0-3. Впервые с 2016 года Димитров не смог дойти на «Ролан Гаррос» до третьего круга. Следующим турниром стал Уимблдон, где Димитров во втором круге в трёх сетах проиграл 38-й ракетке мира Александру Бублику. В августе на турнире серии Мастерс Димитров взял реванш у Бублика (6-3, 7-5), но в следующем круге проиграл второй ракетке мира Даниилу Медведеву (3-6, 3-6).
На Открытом чемпионате США Димитров снялся по ходу матча второго круга против Алексея Попырина, проиграв первые два сета на тай-брейках. Одним из удачных турниров сезона для Димитрова стал Мастерс в Индиан-Уэлсе, который в том году проходил в октябре. Димитров впервые дошёл до полуфинала этого турнира, обыграв трёх игроков топ-20, в том числе вторую ракетку мира Даниила Медведева (4-6, 6-4, 6-3). В полуфинале Димитров без особой борьбы уступил 26-й ракетке мира Кэмерону Норри — 2-6, 4-6. Последним турниром сезона для Димитрова стал Мастерс в Париже, где он уступил в третьем круге 4-й ракетке мира Александру Звереву в трёх сетах. За сезон Димитров выиграл 24 матча при 18 поражениях и закончил год на 28-м месте в рейтинге.

### 2022

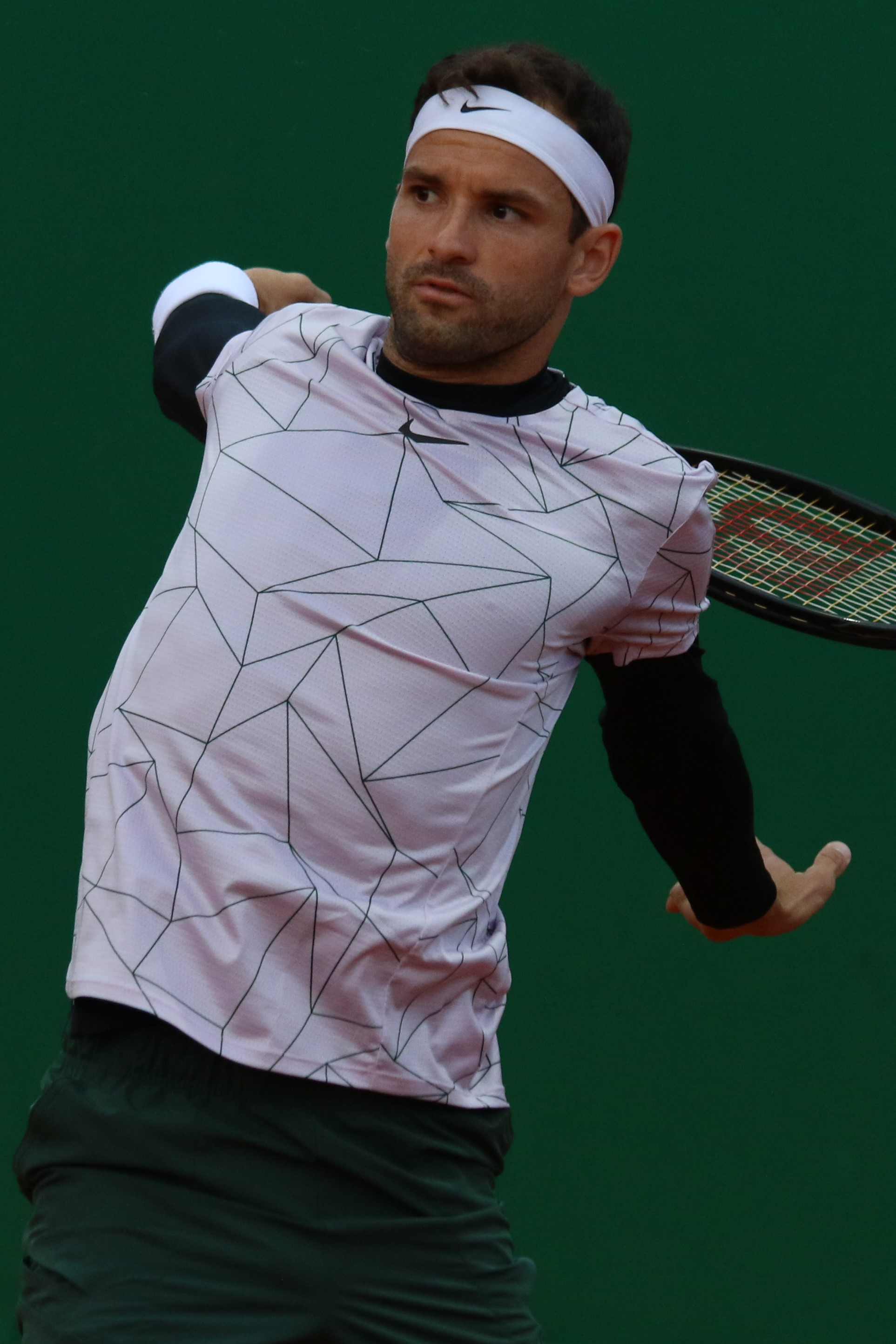
2022 год

На Открытом чемпионате Австралии Димитров во втором круге проиграл в 4 сетах 58-й ракетке мира Бенуа Перу. На турнире ATP 500 в Акапулько Димитров потерпел поражение от 130-й ракетки мира Стефана Козлова в трёх сетах. На турнире серии Мастерс в Индиан-Уэлсе в 1/4 финала проиграл седьмой ракетке мира Андрею Рублёву (5-7 2-6).
В апреле Димитров второй раз в карьере дошёл до полуфинала Мастерса в Монте-Карло, обыграв по ходу турнира седьмую ракетку мира Каспера Рууда (6-3 7-5). В полуфинале Димитров уступил Алехандро Давидовичу Фокина в трёх сетах. На турнирах серии Мастерс в Мадриде и Риме Димитров проигрывал Стефаносу Циципасу, хотя в Риме был близок к победе, уступив только на тай-брейке третьего сета. На Открытом чемпионате Франции Димитров в третьем круге без борьбы проиграл 16-й ракетке мира Диего Шварцману — 3-6, 1-6, 2-6.
На Уимблдоне Димитров снялся по ходу второго сета матча первого круга против Стива Джонсона. На турнирах в США выступал неудачно, ни разу не выиграв более одного матча за турнир. На Открытом чемпионате США во втором круге уступил 69-й ракетке мира Брэндону Накасиме в трёх сетах.
В октябре дошёл до полуфинала турнира ATP 500 в Вене на харде в зале, где проиграл Даниилу Медведеву (4-6, 2-6). За сезон выиграл 26 матчей при 22 поражениях, завершив год на 28-м месте в рейтинге, как и в 2021 году.

### 2023: финал Мастерса в Париже

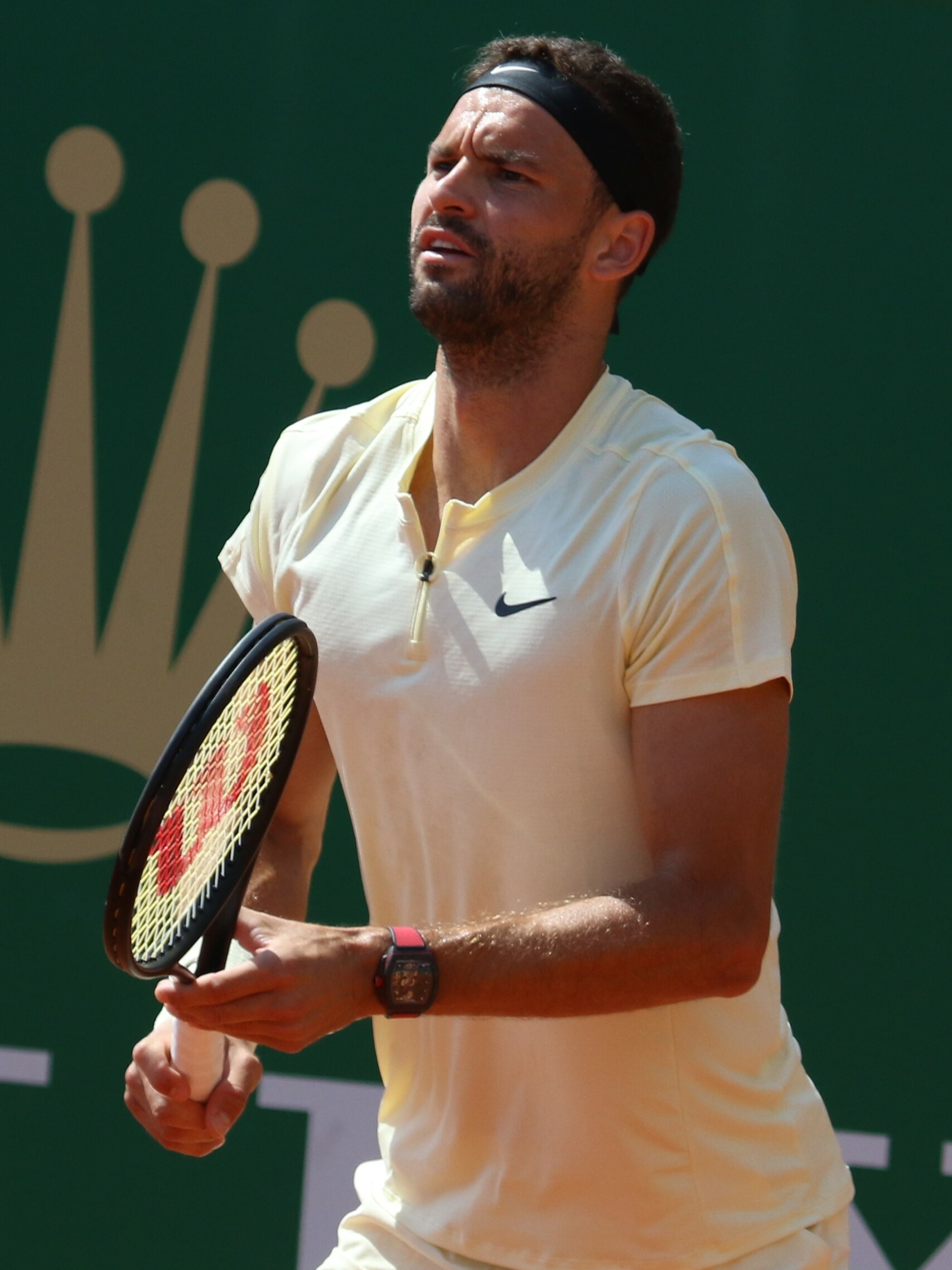
2023 год

На Открытом чемпионате Австралии Димитров в первом круге взял реванш у Аслана Карацева за поражение в 2021 году — 7-6(3), 7-5, 6-2. В третьем круге Димитров в трёх сетах проиграл Новаку Джоковичу. В феврале Димитров дошёл до полуфинала турнира ATP 500 в Роттердаме на харде в зале, где проиграл Даниилу Медведеву (1-6, 2-6).
В мае Димитров дошёл до финала турнира ATP 250 в Женеве на грунте. Это был первый с февраля 2018 года финал турнира ATP для Димитрова, а на грунте — первый с мая 2016 года. В решающем матче он уступил 54-й ракетке мира Николасу Ярри в двух сетах. На Открытом чемпионате Франции Димитров второй раз в карьере дошёл до четвёртого круга, не отдав в трёх матчах ни одного сета. В четвёртом круге Димитров проиграл Александру Звереву (1-6, 4-6, 3-6).
На Уимблдоне Димитров третий раз в карьере дошёл до четвёртого круга, не отдав в трёх матчах ни сета. За выход в 1/4 финала Димитров проиграл в 4 сетах шестой ракетке мира Хольгеру Руне.
На Открытом чемпионате США едва не выбыл в первом круге, обыграв 115-ю ракетку мира Алекса Молчана со счётом 6-7(9), 6-7(5), 6-1, 7-5, 7-6(9). В третьем круге Димитров проиграл Александру Звереву в четырёх сетах. Таким образом, впервые в карьере Димитров за сезон дошёл как минимум до третьего круга на всех турнирах Большого шлема. Тому же Звереву Димитров уступил в полуфинале турнира ATP 250 в Китае на харде в сентябре.
Осенью Димитров набрал свою лучшую форму за последние годы. В октябре он впервые дошёл до полуфинала Мастерса в Шанхае, обыграв по ходу вторую ракетку мира Карлоса Алькараса (5-7, 6-2, 6-4). В полуфинале Димитров уступил в двух сетах Андрею Рублёву. В ноябре в Париже Димитров второй раз в карьере и впервые с 2017 года дошёл до финала турнира серии Мастерс. По ходу турнира Димитров обыграл на тай-брейке третьего сета третью ракетку мира Даниила Медведева (во втором круге) и шестую ракетку мира Стефаноса Циципаса (в полуфинале). В финале Димитров уступил Новаку Джоковичу (4-6, 3-6). За сезон он одержал 41 победу при 21 поражении. Димитров завершил год на 14-м месте в рейтинге, высшем для себя с 2017 года.

### 2024: первая за 6 лет победа на турнире ATP
В начале января Димитров впервые с 2017 года сумел выиграть турнир ATP. В Брисбене в пяти матчах он отдал всего один сет, а в финале в двух сетах обыграл 8-ю ракетку мира Хольгера Руне. На Открытом чемпионате Австралии Димитров в третьем круге неожиданно уступил 69-й ракетке мира Нуну Боржешу. В феврале Димитров дошёл до финала турнира ATP 250 в Марселе на харде в зале. В решающем матче Димитров уступил Юго Эмберу (4-6, 3-6).
На Мастерсе в Индиан-Уэлсе в четвёртом круге проиграл Даниилу Медведеву (4-6, 4-6). На следующем Мастерсе в Майами Димитров в четвёртом круге обыграл 9-ю ракетку мира Хуберта Хуркача со счётом 3-6, 6-3, 7-6(3). В четвертьфинале Димитров победил вторую ракетку мира Карлоса Алькараса со счётом 6-2, 6-4, отдав свою подачу только один раз и сделав четыре брейка. За матч Димитров активно выиграл 23 мяча, совершив всего 5 невынужденных ошибок. Димитров впервые в карьере дошёл до полуфинала этого турнира, а всего это 11-й полуфинал на Мастерсах в карьере Димитрова. В полуфинале Димитров победил Александра Зверева, которому проиграл семь последних матчей (в том числе четыре игры в 2023 году). За весь матч Димитров ни разу не проиграл свою подачу (у Зверева было всего два брейкпойнта) и победил со счётом 6-4, 6-7(4), 6-4. За матч Димитров активно выиграл 45 мячей при 10 невынужденных ошибках. Димитров третий раз в карьере вышел в финал турнира серии Мастерс и второй раз за последние 5 месяцев. Благодаря этому успеху Димитров впервые с 2018 года вернулся в топ-10 рейтинга. В финале Димитров проиграл третьей ракетке мира Яннику Синнеру (3-6, 1-6).
На Открытом чемпионате Франции, который стал 14-м для Димитрова, впервые в карьере вышел в 1/4 финала. Всего это был седьмой четвертьфинал турниров Большого шлема в карьере Димитрова. В 4 матчах Димитров проиграл только один сет. В 1/4 финала Димитров уступил Яннику Синнеру со счётом 2-6, 4-6, 6-7(3).
На Уимблдоне четвертый раз в карьере и второй раз подряд вышел в 4-й круг, где отказался от продолжения матча с Даниилом Медведевым при счёте 3-5 в первом сете. Причиной, по словам Димитрова, стал надрыв отводящей мышцы левой ноги.
Не выступал на Олимпийских играх в Париже. Вернулся на корты в августе на Мастерсе в Монреале, где проиграл в третьем круге сенсационному будущему победителю Алексею Попырину — 6-4, 6-7(5), 3-6.

### 2025
27 мая 2025 года, будучи 17-м номером мирового рейтинга, не смог доиграть матч первого раунда «Ролан Гаррос» против Итана Куинна из США. По ходу второго сета Димитров взял медицинский перерыв из-за болей в области левого бедра, а после проигрыша в третьем сете снялся с турнира — 6-2, 6-3, 2-6. Теннисист досрочно прекратил борьбу на четвертом подряд турнире «Большого шлема». В 4-м круге «Уимблдона»-2024 прекратил бороться с Даниилом Медведевым. В четвертьфинале Открытого чемпионата США-2024 признал превосходство Франсиса Тиаффо. В первом раунде Australian Open-2025 не смог продолжить встречу против Франческо Пасарро.

## Рейтинг на конец года
| Год  | Одиночный рейтинг | Парный рейтинг |
| 2024 | 10                | 1269           |
| 2023 | 14                | 582            |
| 2022 | 28                | 223            |
| 2021 | 28                | 843            |
| 2020 | 19                | 826            |
| 2019 | 20                |                |
| 2018 | 19                | 299            |
| 2017 | 3                 | 554            |
| 2016 | 17                | 230            |
| 2015 | 28                | 252            |
| 2014 | 11                | 160            |
| 2013 | 23                | 67             |
| 2012 | 48                |                |
| 2011 | 76                | 202            |
| 2010 | 106               | 696            |
| 2009 | 288               | 339            |
| 2008 | 493               | 701            |
| 2007 | 1197              |                |

По данным официального сайта ATP на последнюю неделю года.

## Выступления на турнирах

### Финалы Итогового турнираATP(1)

#### Победа (1)
| №  | Год  | Турнир                 | Покрытие   | Соперник в финале | Счет        |
| 1. | 2017 | Лондон, Великобритания | Хард (зал) | Давид Гоффен      | 7-5 4-6 6-3 |

### Финалы турнировATPв одиночном разряде (21)

#### Победы (9)
| Легенда                     |
| --------------------------- |
| Турниры Большого шлема (0)* |
| Итоговый турнир ATP (1)     |
| Мастерс (1)                 |
| АТР 500 (1)                 |
| АТР 250 (6)                 |

| Титулы по покрытиям | Титулы по месту проведения матчей турнира |
| ------------------- | ----------------------------------------- |
| Хард (7)*           | Зал (3)                                   |
| Грунт (1)           | Зал (3)                                   |
| Трава (1)           | Открытый воздух (6)                       |
| Ковёр (0)           | Открытый воздух (6)                       |

* количество побед в одиночном разряде.
| №  | Дата            | Турнир                  | Покрытие   | Соперник в финале | Счёт                 |
| 1. | 20 октября 2013 | Стокгольм, Швеция       | Хард (зал) | Давид Феррер      | 2-6 6-3 6-4          |
| 2. | 1 марта 2014    | Акапулько, Мексика      | Хард       | Кевин Андерсон    | 7-6(1) 3-6 7-6(5)    |
| 3. | 27 апреля 2014  | Бухарест, Румыния       | Грунт      | Лукаш Росол       | 7-6(2) 6-1           |
| 4. | 15 июня 2014    | Лондон, Великобритания  | Трава      | Фелисиано Лопес   | 6-7(8) 7-6(1) 7-6(6) |
| 5. | 8 января 2017   | Брисбен, Австралия      | Хард       | Кэй Нисикори      | 6-2 2-6 6-3          |
| 6. | 12 февраля 2017 | София, Болгария         | Хард (зал) | Давид Гоффен      | 7-5 6-4              |
| 7. | 20 августа 2017 | Цинциннати, США         | Хард       | Ник Кирьос        | 6-3 7-5              |
| 8. | 19 ноября 2017  | Финал Мирового Тура ATP | Хард (зал) | Давид Гоффен      | 7-5 4-6 6-3          |
| 9. | 7 января 2024   | Брисбен, Австралия (2)  | Хард       | Хольгер Руне      | 7-6(5) 6-4           |

#### Поражения (12)
| №   | Дата            | Турнир                | Покрытие   | Соперник в финале      | Счёт              |
| 1.  | 6 января 2013   | Брисбен, Австралия    | Хард       | Энди Маррей            | 6-7(0) 4-6        |
| 2.  | 19 октября 2014 | Стокгольм, Швеция     | Хард (зал) | Томаш Бердых           | 7-5 4-6 4-6       |
| 3.  | 16 января 2016  | Сидней, Австралия     | Хард       | Виктор Троицки         | 6-2 1-6 6-7(7)    |
| 4.  | 1 мая 2016      | Стамбул, Турция       | Грунт      | Диего Шварцман         | 7-6(5) 6-7(4) 0-6 |
| 5.  | 9 октября 2016  | Пекин, Китай          | Хард       | Энди Маррей            | 4-6 6-7(2)        |
| 6.  | 22 октября 2017 | Стокгольм, Швеция (2) | Хард (зал) | Хуан Мартин дель Потро | 4-6 2-6           |
| 7.  | 18 февраля 2018 | Роттердам, Нидерланды | Хард       | Роджер Федерер         | 2-6 2-6           |
| 8.  | 27 мая 2023     | Женева, Швейцария     | Грунт      | Николас Ярри           | 6-7(1) 1-6        |
| 9.  | 5 ноября 2023   | Париж, Франция        | Хард (зал) | Новак Джокович         | 4-6 3-6           |
| 10. | 11 февраля 2024 | Марсель, Франция      | Хард (зал) | Юго Эмбер              | 4-6 3-6           |
| 11. | 31 марта 2024   | Майами, США           | Хард       | Янник Синнер           | 3-6 1-6           |
| 12. | 20 октября 2024 | Стокгольм, Швеция (3) | Хард (зал) | Томми Пол              | 4-6 3-6           |

### Финалы челленджеров и фьючерсов в одиночном разряде (11)

#### Победы (10)
| Условные обозначения |
| Челленджеры (4+1)*   |
| Фьючерсы (6+2)       |

| Титулы по покрытиям | Титулы по месту проведения матчей турнира |
| ------------------- | ----------------------------------------- |
| Хард (5)*           | Зал (1)                                   |
| Грунт (5+3)         | Зал (1)                                   |
| Трава (0)           | Открытый воздух (9+3)                     |
| Ковёр (0)           | Открытый воздух (9+3)                     |

* количество побед в одиночном разряде + количество побед в парном разряде.
| №   | Дата             | Турнир                         | Покрытие   | Соперник в финале        | Счёт        |
| 1.  | 25 мая 2008      | Сан-Кугат-дель-Вальес, Испания | Грунт      | Пабло Сантос Гонсалес    | 6-3 6-4     |
| 2.  | 14 сентября 2008 | Мостолес, Испания              | Хард       | Игнасио Колл Риудавец    | 7-6(3) 6-3  |
| 3.  | 21 сентября 2008 | Алькоркон, Испания             | Хард       | Людовик Вальтер          | 6-4 6-4     |
| 4.  | 17 июля 2010     | Трир, Германия                 | Грунт      | Давид Гоффен             | 4-6 6-1 6-4 |
| 5.  | 1 августа 2010   | Дортмунд, Германия             | Грунт      | Ян-Леннард Штруфф        | 7-5 7-5     |
| 6.  | 14 августа 2010  | Ирун, Испания                  | Грунт      | Серхио Гутьеррес Ферроль | 4-6 6-3 6-4 |
| 7.  | 29 августа 2010  | Женева, Швейцария              | Грунт      | Пабло Андухар            | 6-2 4-6 6-4 |
| 8.  | 18 сентября 2010 | Бангкок, Таиланд               | Хард       | Константин Кравчук       | 6-1 6-4     |
| 9.  | 25 сентября 2010 | Бангкок, Таиланд               | Хард       | Александр Кудрявцев      | 6-4 6-1     |
| 10. | 6 марта 2011     | Шербур-Октевиль, Франция       | Хард (зал) | Николя Маю               | 6-2 7-6(4)  |

#### Поражение (1)
| №  | Дата            | Турнир          | Покрытие   | Соперник в финале | Счёт              |
| 1. | 24 октября 2010 | Орлеан, Франция | Хард (зал) | Николя Маю        | 6-2 6-7(6) 6-7(4) |

### Финалы турнировATPв парном разряде (1)

#### Поражение (1)
| № | Дата         | Турнир                  | Покрытие | Партнёр       | Соперники в финале     | Счёт    |
| 1 | 19 июня 2011 | Истборн, Великобритания | Трава    | Андреас Сеппи | Энди Рам Йонатан Эрлих | 3-6 3-6 |

### Финалы челленджеров и фьючерсов в парном разряде (5)

#### Победы (3)
| №  | Дата             | Турнир           | Покрытие | Партнёр            | Соперники в финале                    | Счёт           |
| 1. | 9 февраля 2008   | Мурсия, Испания  | Грунт    | Карлос Поч Градин  | Карлос Гонсалес де Куэто Райн Уильямс | 7-6(4) 6-3     |
| 2. | 25 января 2009   | Холливуд, США    | Грунт    | Тодор Енев         | Маттиа Ливраги Стефано Янни           | 6-1 6-2        |
| 3. | 27 сентября 2009 | Трнава, Словакия | Грунт    | Теймураз Габашвили | Ян Минарж Лукаш Росол                 | 6-4 2-6 [10-8] |

#### Поражения (2)
| №  | Дата            | Турнир            | Покрытие | Партнёр                  | Соперники в финале         | Счёт           |
| 1. | 18 января 2008  | Мальорка, Испания | Грунт    | Хуан Альберт Вилока Пуиг | Жюльен Жанпьер Ксавье Пужо | 5-7 2-6        |
| 2. | 16 августа 2009 | Стамбул, Турция   | Хард     | Марсель Ильхан           | Фредерику Жил Филип Прпич  | 6-3 2-6 [6-10] |

## История выступлений на турнирах
По состоянию на 9 июня 2025 года
Для того, чтобы предотвратить неразбериху и удваивание счета, информация в этой таблице корректируется только по окончании турнира или по окончании участия там данного игрока.
| Турнир                       | 2008  | 2009          | 2010          | 2011          | 2012  | 2013          | 2014          | 2015          | 2016  | 2017          | 2018          | 2019          | 2020          | 2021          | 2022          | 2023          | 2024  | 2025  | Итог   | В/П за карьеру |
| ---------------------------- | ----- | ------------- | ------------- | ------------- | ----- | ------------- | ------------- | ------------- | ----- | ------------- | ------------- | ------------- | ------------- | ------------- | ------------- | ------------- | ----- | ----- | ------ | -------------- |
| Турниры Большого шлема       |       |               |               |               |       |               |               |               |       |               |               |               |               |               |               |               |       |       |        |                |
| Открытый чемпионат Австралии | -     | -             | К1            | 2Р            | 2Р    | 1Р            | 1/4           | 4Р            | 3Р    | 1/2           | 1/4           | 4Р            | 2Р            | 1/4           | 2Р            | 3Р            | 3Р    | 1Р    | 0 / 15 | 33-15          |
| Открытый чемпионат Франции   | -     | -             | -             | 1Р            | 2Р    | 3Р            | 1Р            | 1Р            | 1Р    | 3Р            | 3Р            | 3Р            | 4Р            | 1Р            | 3Р            | 4Р            | 1/4   | 1Р    | 0 / 15 | 21-15          |
| Уимблдонский турнир          | -     | 1Р            | -             | 2Р            | 2Р    | 2Р            | 1/2           | 3Р            | 3Р    | 4Р            | 1Р            | 1Р            | НП            | 2Р            | 1Р            | 4Р            | 4Р    |       | 0 / 14 | 22-14          |
| Открытый чемпионат США       | -     | К2            | -             | 1Р            | 1Р    | 1Р            | 4Р            | 2Р            | 4Р    | 2Р            | 1Р            | 1/2           | 2Р            | 2Р            | 2Р            | 3Р            | 1/4   |       | 0 / 14 | 21-14          |
| Итог                         | 0 / 0 | 0 / 1         | 0 / 0         | 0 / 4         | 0 / 4 | 0 / 4         | 0 / 4         | 0 / 4         | 0 / 4 | 0 / 4         | 0 / 4         | 0 / 4         | 0 / 3         | 0 / 4         | 0 / 4         | 0 / 4         | 0 / 4 | 0 / 2 | 0 / 58 |                |
| В/П в сезоне                 | 0-0   | 0-1           | 0-0           | 2-4           | 3-4   | 3-4           | 12-4          | 6-4           | 7-4   | 11-4          | 6-4           | 9-4           | 5-3           | 6-4           | 4-4           | 10-4          | 13-4  | 0-2   |        | 97-58          |
| Итоговые турниры             |       |               |               |               |       |               |               |               |       |               |               |               |               |               |               |               |       |       |        |                |
| Итоговый турнир ATP          | -     | -             | -             | -             | -     | -             | -             | -             | -     | П             | -             | -             | -             | -             | -             | -             | -     |       | 1 / 1  | 5-0            |
| Олимпийские игры             |       |               |               |               |       |               |               |               |       |               |               |               |               |               |               |               |       |       |        |                |
| Летняя Олимпиада             | -     | Не проводился | Не проводился | Не проводился | 2Р    | Не проводился | Не проводился | Не проводился | 1Р    | Не проводился | Не проводился | Не проводился | Не проводился | -             | Не проводился | Не проводился | -     | НП    | 0 / 2  | 1-2            |
| Турниры Мастерс              |       |               |               |               |       |               |               |               |       |               |               |               |               |               |               |               |       |       |        |                |
| Индиан-Уэлс                  | -     | -             | -             | -             | 2Р    | 3Р            | 3Р            | 3Р            | 2Р    | 3Р            | 2Р            | -             | НП            | 1/2           | 1/4           | 2Р            | 4Р    | 4Р    | 0 / 12 | 16-12          |
| Майами                       | -     | -             | -             | 1Р            | 4Р    | 3Р            | 3Р            | 3Р            | 4Р    | 2Р            | 3Р            | 3Р            | НП            | 2Р            | 2Р            | 3Р            | Ф     | 1/2   | 0 / 14 | 20-14          |
| Монте-Карло                  | -     | -             | -             | -             | K2    | 1/4           | 3Р            | 1/4           | 2Р    | 2Р            | 1/2           | 3Р            | НП            | 3Р            | 1/2           | 2Р            | 3Р    | 1/4   | 0 / 12 | 26-12          |
| Мадрид                       | К1    | -             | -             | -             | -     | 3Р            | 3Р            | 1/4           | 1Р    | 3Р            | 2Р            | 1Р            | НП            | 1Р            | 3Р            | 3Р            | 2Р    | 4Р    | 0 / 12 | 14-12          |
| Рим                          | -     | -             | -             | -             | -     | 2Р            | 1/2           | 2Р            | 1Р    | 1Р            | 2Р            | 1Р            | 1/4           | 1Р            | 2Р            | 3Р            | 4Р    | 2Р    | 0 / 13 | 13-13          |
| Монреаль/Торонто             | -     | -             | -             | -             | К1    | 1Р            | 1/2           | 2Р            | 1/4   | 3Р            | 1/4           | 1Р            | НП            | 2Р            | 2Р            | -             | 3Р    |       | 0 / 10 | 12-10          |
| Цинциннати                   | -     | -             | -             | 2Р            | К1    | 3Р            | 2Р            | 3Р            | 1/2   | П             | 3Р            | 1Р            | 2Р            | 3Р            | 1Р            | 1Р            | 2Р    |       | 1 / 13 | 18-12          |
| Шанхай                       | -     | -             | -             | 2Р            | 2Р    | 1Р            | 2Р            | -             | 2Р    | 1/4           | -             | -             | Не проводился | Не проводился | Не проводился | 1/2           | 4Р    |       | 0 / 8  | 12-8           |
| Париж                        | -     | -             | -             | -             | 2Р    | 3Р            | 3Р            | 3Р            | 3Р    | 3Р            | 3Р            | 1/2           | -             | 3Р            | 3Р            | Ф             | 1/4   |       | 0 / 12 | 24-12          |
| Статистика за карьеру        |       |               |               |               |       |               |               |               |       |               |               |               |               |               |               |               |       |       |        |                |
| Проведено финалов            | 0     | 0             | 0             | 0             | 0     | 2             | 4             | 0             | 3     | 5             | 1             | 0             | 0             | 0             | 0             | 2             | 4     | 0     |        | 21             |
| Выиграно турниров            | 0     | 0             | 0             | 0             | 0     | 1             | 3             | 0             | 0     | 4             | 0             | 0             | 0             | 0             | 0             | 0             | 1     | 0     |        | 9              |
| В/П: всего                   | 0-1   | 4-6           | 3-2           | 18-25         | 24-19 | 37-23         | 50-18         | 33-22         | 39-26 | 49-19         | 24-19         | 22-21         | 18-11         | 24-18         | 26-22         | 41-21         | 46-18 | 14-10 |        | 473-301        |
| Σ % побед                    | 0 %   | 40 %          | 60 %          | 42 %          | 56 %  | 62 %          | 74 %          | 60 %          | 60 %  | 72 %          | 56 %          | 51 %          | 62 %          | 57 %          | 54 %          | 66 %          | 72 %  | 58 %  |        | 61,1 %         |

К — проигрыш в квалификационном турнире.